# Вулиця Сергія Зулінського (Вінниця)
Вулиця Сергія Зулінського (колишня назва вулиця Тарногродського) — одна з вулиць міста Вінниці. Названа на честь загиблого кіборга, який проживав у Вінниці.
Трохи далі вниз по вулиці знаходиться Подільський зоопарк. Вінницький зоопарк створений в 2005 році завдяки зусиллям працівників «Віноблагролісу». Зокрема, в зоопарку містяться зубри, бізони, олені, муфлони, лами, ведмеді та ін.
Вулиці, що пересікають вулицю Зулінського:
- Вулиця Липовецька
- Вулиця Енергетична
- Вулиця Київська
- Вулиця Деснянська

## Історія
З 1967 і до 2015 року називалася вулицею Тарногродського.
До 1967 вулиця називалася «Північно-Обвідна».

## Зупинки
1. Зоопарк – (автобусно-тролейбусна)
2. МЗЗ – (автобусно-тролейбусна)
3. Завод «Аграна Фрут» – (автобусно-тролейбусна)
4. Вулиця Енергетична – (автобусно-тролейбусна)
5. «Елеватормлинмонтаж» – (автобусно-тролейбусна)
6. Вулиця Батозька – (автобусно-тролейбусна)
7. ЦПТО № 1 – (автобусно-тролейбусна)
8. ВПЗ – (автобусно-тролейбусна)
9. Провулок Сергія Зулінського – (автобусна)
10. УМІА – (автобусна)
11. Елеватор – (автобусна)[5]